# Emblingia
Emblingia — одновидовий рід рослин, що містить вид Emblingia calceoliflora, трав’янистий розпростертий напівчагарник, ендемічний для Західної Австралії. Він не має близьких родичів, і зараз, як правило, поміщається окремо в родину Emblingiaceae.

## Опис
Це багаторічний трав'янистий розпростертий напівчагарник з простими черешковими листками з «хрящовими» (твердими і жорсткими, схожими на хрящі) краями. Нерегулярні поодинокі квіти білі, кремові, жовті, зелені або рожеві, з’являються з серпня по листопад. Має нем'ясисті плоди.

## Поширення і середовище проживання
Це ендемік Західної Австралії, зустрічається в сірому, жовтому або червоному піску, на хвилястих піщаних рівнинах західного узбережжя.